# M.E. Grøn
Marinus Emanuel Grøn (født 16. oktober 1799 i Holstebro, død 19. februar 1872) var en dansk handelsmand.
Hans forældre var kaptajn Jens Andreas Grøn og Else Marie f. Nordborg. I 1809 kom han med sin moder til København for at uddanne sig til Landkadetakademiet, men i hans 13. år måtte denne uddannelse opgives på grund af familiens fattige kår, og han blev da sat i kræmmerlære. 1825 etablerede han sig som kræmmer, og 1839 tog han grossererborgerskab. Forretningen, i hvilken han 1852 optog sin søn L.J.T. Grøn som associé, og som siden da er ført under firma M.E. Grøn & Søn, fik et meget betydeligt omfang. 1856 etableredes en filial i Manchester. I København etablerede Grøn byens første varehus i Holmens Kanal, tegnet af J.D. Herholdt og bygget 1862-63.
Grøn udfoldede en betydelig velgørenhed. Foruden forskellige legater oprettede han M.E. Grøns og Hustrus Friboliger for værdige trængende i København. Grøn, der, som ovenfor nævnt, var opvokset i trange kår, bevarede også i rigdommen en nøjsom og enkel levevis. 1825 ægtede han Caroline Louise Mikkelsen, datter af skibsejer, senere lærredshandler, H. Mikkelsen.